# كليتشي أوسونوا
كولينز كليتشي أوسونوا (بالإنجليزية: Colins Kelechi Osunwa)‏ (15 أكتوبر 1984 - ) لاعب كرة قدم نيجيري.

## مسيرته

### دولفينز
بدأ كليتشي مسيرته الاحترافية مع نادي دولفينز وحقق معه أفضل إنجاز هو وصافة كأس الكونفيدرالية الأفريقية 2005 بعد خسارة الفريق للكأس أمام الجيش الملكي المغربي.

### الهلال
```
ثم انتقل إلى 
السودان
 منضماً إلى نادي 
الهلال
، وفي أول موسم له حقق مع الهلال لقب 
الدوري
 بالإضافة إلى لقب الهداف برصيد 18 هدفاً مناصفةً مع مهاجم 
المريخ
 
إندورانس إيداهور
. وفي الموسم التالي (2006) احتفظ بلقب الهداف برصيد 20 هدفاً. وساهم في وصول الفريق إلى نصف نهائي 
دوري أبطال أفريقيا 2007
.
```

### المريخ
بعد انتهاء عقده مع الهلال انتقل أوسونوا إلى الغريم التقليدي المريخ وحقق معه بطولة الدوري ثلاث مرات أعوام 2008، 2011، 2013 وكأس السودان 4 مرات أعوام 2008، 2010، 2012 و2013، بالإضافة إلى لقب هداف الدوري موسمي 2009 و2012.

### أهلي شندي
في عام 2015 وبعد تجربة احترافية قصيرة في تايلاند مع نادي بيك تيرو ساسانا وفي مصر مع نادي الإسماعيلي عاد كليتشي إلى السودان وهذه المرة مع نادي أهلي شندي في موسم وحقق معه المركز الثالث موسم 2016 بالإضافة إلى تحقيقه إنجازاً تاريخياً على مستوى الدوري السوداني بإحرازه 38 هدفاً في موسم واحد متربعاً على عرش هدافي الدوري السوداني الممتاز عبر تاريخه. كما تم اعتبار الإنجاز هو الأبرز في الملاعب العربية بتفوقه على الجزائري ناصر بويش والذي أحرز 36 هدفاً.

## الإنجازات

### الهلال
- الدوري السوداني الممتاز (2): 2006، 2007

### المريخ
- الدوري السوداني الممتاز (3): 2008، 2011، 2013
- كأس السودان (4): 2008، 2010، 2012، 2013

### الإنجازات الفردية
- هداف الدوري السوداني الممتاز (5): 2006، 2007، 2009، 2013، 2016

## روابط خارجية
- كليتشي أوسونوا على موقع قاعدة بيانات كرة القدم.إي يو (الإنجليزية)
- كليتشي أوسونوا على موقع ناشيونال فوتبول تيمز (الإنجليزية)
- كليتشي أوسونوا على موقع Soccerway.com (الإنجليزية)